# Milà-Sanremo 1985
La Milà-Sanremo 1985 fou la 76a edició de la Milà-Sanremo. La cursa es disputà el 16 de març de 1985 i va ser guanyada pel neerlandès Hennie Kuiper, que s'imposà en solitari a la meta de Sanremo.
240 ciclistes hi van prendre part, acabant la cursa 129 d'ells.

## Classificació final
|    | Ciclista           | Equip                                        | Temps      |
| -- | ------------------ | -------------------------------------------- | ---------- |
| 1  | Hennie Kuiper      | Verandalux-Dries-Rossin-Nissan               | 7h 36' 34" |
| 2  | Teun van Vliet     | Verandalux-Dries-Rossin-Nissan               | + 08"      |
| 3  | Silvano Riccò      | Dromedario-Laminox-Fibok-Alan                | m. t.      |
| 4  | Eric Vanderaerden  | Panasonic - Raleigh                          | + 11"      |
| 5  | Giovanni Mantovani | Supermercati Brianzoli-Allegro-Wuerstel Ciao | m. t.      |
| 6  | Francis Castaing   | Peugeot-Shell-Michelin                       | m. t.      |
| 7  | Sean Kelly         | Skil-Sem-KAS-Miko                            | m. t.      |
| 8  | Urs Freuler        | Atala-Campagnolo                             | m. t.      |
| 9  | Steve Bauer        | La Vie Claire-Wonder-Radar                   | m. t.      |
| 10 | Etienne de Wilde   | Safir-Van de Ven-Colnago                     | m. t.      |